# Amerykańskie okręty podwodne typu S
Okręty podwodne serii S – amerykański typ okrętów podwodnych z dwudziestolecia międzywojennego i II wojny światowej, składający się z czterech nie związanych ze sobą typów zbudowanych według różnych konkurencyjnych projektów. Do roku 1925 ukończono budowę 51 okrętów tej serii, w tym 31 wybudowanych w stoczni Holland-EB według jej projektu EB73A, piętnaście okrętów typu S-3 (USN/PNY) oraz jeden okręt typu S-2 (Lake). Do służby w US Navy weszło 48 okrętów serii S. Jeden z okrętów typu S-1 - SS-130 - został przekazany w 1940 roku Royal Navy, a w konsekwencji polskiej Marynarce Wojennej jako ORP "Jastrząb" (P-551).

## Geneza
I wojna światowa uwidoczniła efektywność okrętów podwodnych w walce. Małe niemieckie U-Booty bardzo zaszkodziły komunikacji morskiej Wielkiej Brytanii, sprowadzając ten kraj na krawędź kapitulacji. Jedynie taktyka konwojów do ochrony statków transportowych oraz wsparcie ograniczonych brytyjskich sił przeciwpodwodnych przez okręty amerykańskie umożliwiło pokonanie niemieckich okrętów podwodnych. Niezależnie od powojennych wysiłków wielu środowisk (głównie brytyjskich, obawiających się zagrożenia jakie stanowiły okręty podwodne dla brytyjskich okrętów liniowych) zmierzających do wprowadzenia całkowitego międzynarodowego zakazu prowadzenia wojny podwodnej, większość marynarek wojennych na świecie kontynuowała rozwój swoich flot podwodnych.
W Stanach Zjednoczonych marynarka wojenna zaprezentowała w tym czasie nowe podejście do budowy jednostek tej klasy. Okręty wcześniejszych typów i serii budowane były przez prywatne stocznie na podstawie przedstawionych przez US Navy wymagań. W przypadku typu S ("S-boats") okręty były efektem konkurencji między przedsiębiorstwami. Stocznia Electric Boat (EB) (sukcesor stoczni założonej przez Johna Hollanda) otrzymała od marynarki kontrakt na konstrukcję i budowę jednego okrętu oznaczonego jako S-1, konstrukcja i budowa drugiej jednostki – S-2, została powierzona założonej przez innego słynnego wynalazcę Simona Lake'a stoczni Lake Torpedo Boat Company, S-3 natomiast został opracowany przez samą marynarkę, a jego budowę powierzono należącej do US Navy stoczni Portsmouth Navy Yard w Kittery w stanie Maine. Zamierzeniem marynarki był wybór najlepszych cech każdej z konstrukcji i opracowanie na tej podstawie jednego typu okrętu, który zostanie skierowany do produkcji seryjnej. Po zakończeniu I wojny światowej w listopadzie 1918 roku, budowa okrętów została znacznie spowolniona, jednakże do 1925 roku wyprodukowano 51 okrętów serii "S" wszystkich wersji – 31 według projektu Holland-EB oraz 15 według własnego projektu marynarki. Prototyp S-2 Lake'a nie był jednak udany, toteż projekt uległ modyfikacji i po wprowadzeniu ulepszeń wyprodukowano cztery kolejne jednostki zmienionego typu S-48. W rezultacie różnych projektów, jednostki serii "S" znacznie różniły się między sobą, stąd też nie stanowią one jednego typu okrętów. W rzeczywistości grupę tę tworzyło 5 odrębnych typów jednostek: S-1, S-2, S-3, S-42 i S-48.
Budowę pierwszego okrętu typu S rozpoczęto 17 grudnia 1917 w stoczni Fore River Shipyard. Wodowanie nastąpiło 26 października 1918, wejście do służby 5 czerwca 1920. Ostatni okręt wszedł do służby w 1922. Powstało 5 serii produkcyjnych różniących się między sobą wypornością i wymiarami. Trzy okręty zostały utracone w wyniku wypadków przed wybuchem II wojny światowej, 6 złomowano. Po wybuchu wojny 6 okrętów przekazano Royal Navy, która jedną jednostkę udostępniła Polskiej Marynarce Wojennej (ORP "Jastrząb"). 5 okrętów utracono podczas II wojny światowej. Okręty w czasie wojny uznawane były za już  przestarzałe i wykorzystywano jedynie do celów pomocniczych: rozpoznawczych, transportowych czy szkolnych. Jednostki, które przetrwały wojnę, zostały złomowane w 1946.
| Numer kadłuba | Ukończone | Typ  | Lata budowy | Wyporność (ton) | Długość (metry) | Prędkość (węzły) | Wyrzutnie torpedowe (dziób/rufa) | Działa | Załoga | Głębokość testowa (metry) |
| ------------- | --------- | ---- | --- | --- | --- | --- | --- | --- | --- | --- |
| SS 105        | 25        | S-1  | 1918-1921 | 800/1062 | 66 | 14,5 / 11 | 4 / 0 533 mm | 1 x 101 mm | 38 | 60 |
| SS 123-146    | 25        | S-1  | 1918-1921 | 800/1062 | 66 | 14,5 / 11 | 4 / 0 533 mm | 1 x 101 mm | 38 | 60 |
| SS 106        | 1         | S-2  | 1919 | 800/977 | 63 | 15 / 11 | 4 / 0 533 mm | 1 x 101 mm | 38 | 60 |
| SS 107        | 15        | S-3  | 1918-1920 | 875/1088 | 71 | 15 /11 | 4 / 0 533 mm | 1 x 101 mm | 38 | 60 |
| SS 109-122    | 15        | S-3  | 1918-1920 | 875/1088 | 71 | 15 /11 | 4 / 0 533 mm | 1 x 101 mm | 38 | 60 |
| SS 108        | -         | Neff | Planowana jednostka z system napędowym "Neff" wykorzystującym silniki Diesla zarówno do napędu na powierzchni jak i w zanurzeniu. Niezbudowana | Planowana jednostka z system napędowym "Neff" wykorzystującym silniki Diesla zarówno do napędu na powierzchni jak i w zanurzeniu. Niezbudowana | Planowana jednostka z system napędowym "Neff" wykorzystującym silniki Diesla zarówno do napędu na powierzchni jak i w zanurzeniu. Niezbudowana | Planowana jednostka z system napędowym "Neff" wykorzystującym silniki Diesla zarówno do napędu na powierzchni jak i w zanurzeniu. Niezbudowana | Planowana jednostka z system napędowym "Neff" wykorzystującym silniki Diesla zarówno do napędu na powierzchni jak i w zanurzeniu. Niezbudowana | Planowana jednostka z system napędowym "Neff" wykorzystującym silniki Diesla zarówno do napędu na powierzchni jak i w zanurzeniu. Niezbudowana | Planowana jednostka z system napędowym "Neff" wykorzystującym silniki Diesla zarówno do napędu na powierzchni jak i w zanurzeniu. Niezbudowana | Planowana jednostka z system napędowym "Neff" wykorzystującym silniki Diesla zarówno do napędu na powierzchni jak i w zanurzeniu. Niezbudowana |
| SS 159-162    | 4         | S-48 | 1921 | 903/1230 | 81 | 14,5 / 11 | 4 / 1 533 mm | 1 x 101 mm | 38 | 60 |